# Катабио
Катабио (итал. Catabbio) је насеље у Италији у округу Гросето, региону Тоскана.
Према процени из 2011. у насељу је живело 203 становника. Насеље се налази на надморској висини од 497 м.